# Чагарник (заказник)
Чагарни́к — ботанічний заказник місцевого значення в Україні. Об'єкт природно-заповідного фонду Вінницької області.
Розташований у Іллінецькій громаді в межах Вінницького району Вінницької області, на схід від села Тягун і на південний схід від села Володимирівка.
З південної сторони, найближчий населений пункт, село Синарна, Оратівської громади.
Площа 5 га. Оголошений відповідно до рішення 27 сесії Вінницької обласної ради 5 скликання № 903 від 10.12.2009 року. Перебуває у віданні Іллінецької міської ради.
Статус надано для збереження місць зростання цінних рослин. Фітоценоз заказника представлений типовою для остепнених луків рослинністю. В трав'яному покриві трапляється мати-мачуха, суданська трава, барвінок малий, мишій сизий, деревій, миколайчики сині, дзвоники круглолисті, чебрець, котячі лапки дводольні, очиток їдкий, козельці сумнівні, льнянка звичайна, королиця звичайна. Поширені лікарські рослини: бузина чорна, глід колючий, чебрець боровий, звіробій звичайний, деревій звичайний, собача кропива звичайна, живокіст лікарський, спаржа лікарська.